# Nikita Alexandrovitj av Ryssland
Nikita Alexandrovitj av Ryssland, född 1900, död 1974, var en rysk storfurste. Han var son till Xenia Alexandrovna av Ryssland, och systerson till tsar Nikolaj II av Ryssland. 